# Chaerilus pictus
Espèce
Synonymes
- Uromachus pictus Pocock, 1890
- Chaerilus gemmifer Pocock, 1894

Chaerilus pictus est une espèce de scorpions de la famille des Chaerilidae.

## Distribution
Cette espèce se rencontre au Bangladesh, en Inde en Assam, au Meghalaya et en Arunachal Pradesh et en Chine au Tibet,.

## Description
L'holotype mesure 62 mm.
Chaerilus pictus mesure de 38,0 à 65,7 mm.

## Systématique et taxinomie
Cette espèce a été décrite sous le protonyme Uromachus pictus par Pocock en 1890. Elle est placée dans le genre Chaerilus par Pocock en 1894. Chaerilus gemmifer est placée en synonymie par Kovařík en 2000.

## Publication originale
- Pocock, 1890 : Description of a new genus and species of scorpion belonging to the group Jurini. Annals and Magazine of Natural History, sér. 6, vol. 5, p. 250-252 (texte intégral).